# Castellanza
Castellanza là một đô thị và thị xã của Ý. Đô thị này thuộc tỉnh Varese trong vùng Lombardia. Castellanza có diện tích 6 km2, dân số theo ước tính 31 tháng 12 năm 2004 của Viện thống kê quốc gia Ý là 14.659 người. 
Các đơn vị dân cư:
Đô thị Castellanza giáp với các đô thị: